# کراسنوفیمسک
شهر کراسنوفیمسک (به روسی: Красноуфимск) در کشور روسیه و در اوبلاست سوردلوفسک واقع شده‌است.